# Gregg Rudloff
Gregg Charles Rudloff (* 2. November 1955 in Los Angeles; † 6. Januar 2019 in Westwood, Los Angeles) war ein US-amerikanischer Toningenieur und Tontechniker, der drei Mal den Oscar für den besten Ton, den British Academy Film Award (BAFTA Film Award) für den besten Ton, den Preis der Cinema Audio Society (CAS Award), den Emmy sowie den Golden Reel Award der Motion Picture Sound Editors für herausragende Leistungen beim Tonschnitt gewann.

## Leben
Rudloff, Sohn des 1979 für den Oscar nominierten Tonmeisters Tex Rudloff, begann seine Laufbahn als Tontechniker in der Filmwirtschaft Hollywoods 1982 bei Clint Eastwoods Film Honkytonk Man und arbeitete bei über 150 Filmproduktionen mit.
Bei der Oscarverleihung 1990 gewann Rudloff, der bereits 1986 einen Emmy für den Fernsehfilm An Early Frost (1985) erhalten hatte, seinen ersten Oscar für den besten Ton und zwar gemeinsam mit Donald O. Mitchell, Elliot Tyson und Russell Williams II für Glory.
Seinen erfolgreichsten Film hatte er mit Matrix (1999), für den er mit John T. Reitz, David E. Campbell und David Lee 2000 den Oscar, den BAFTA Film Award, den CAS Award und den Golden Reel Award für den besten Ton gewann.
Zusammen mit Reitz, Campbell und Keith A. Wester war er 2001 für Der Sturm für einen weiteren Oscar für den besten Ton nominiert und erhielt darüber hinaus mit diesen eine Nominierung für den CAS Award und mit diesen sowie Wylie Stateman und Kelly Cabral auch eine Nominierung für den BAFTA Film Award.
Für Flags of Our Fathers (2006) war er bei der Oscarverleihung 2007 mit Reitz, Campbell und Walt Martin abermals für den Oscar für den besten Ton sowie für den CAS Award und gemeinsam mit diesen sowie Alan Robert Murray und Bub Asman auch für einen Satellite Award für den besten Tonschnitt nominiert. Zuletzt erhielt Rudloff 2009 eine Nominierung für den BAFTA Film Award mit Martin, Murray und Reitz für Der fremde Sohn (2008). Den dritten Oscar erhielt er 2016 für Mad Max: Fury Road.

## Filmografie (Auswahl)
- 1984: This Is Spinal Tap
- 1985: Was für ein Genie (Real Genius)
- 1986: Stand by Me – Das Geheimnis eines Sommers (Stand by Me)
- 1987: Die Braut des Prinzen (The Princess Bride)
- 1990: Glory
- 1992: Liebling, jetzt haben wir ein Riesenbaby (Honey, I Blew Up the Kid)
- 1999: Matrix (The Matrix)
- 1999: Der Knochenjäger (The Bone Collector)
- 2000: Das Glücksprinzip (Pay It Forward)
- 2003: Matrix Reloaded (The Matrix Reloaded)
- 2004: Taking Lives – Für Dein Leben würde er töten (Taking Lives)
- 2005: Mr. & Mrs. Smith
- 2006: Letters from Iwo Jima
- 2008: Der fremde Sohn (Changeling)
- 2008: Gran Torino
- 2000: Der Sturm (The Perfect Storm)
- 2011: Green Lantern
- 2012: Argo
- 2013: Pacific Rim
- 2013: Prisoners
- 2013: Captain Phillips
- 2014: American Sniper
- 2015: Mad Max: Fury Road
- 2015: James Bond 007: Spectre (Spectre)
- 2016: Girl on the Train (The Girl on the Train)

## Auszeichnungen (Auswahl)
- 1990: Oscar in der Kategorie Bester Ton für Glory
- 2000: Oscar in der Kategorie Bester Ton für Matrix
- 2001: Oscar-Nominierung in der Kategorie Bester Ton für Der Sturm
- 2007: Oscar-Nominierung in der Kategorie Bester Ton für Flags of Our Fathers
- 2013: Oscar-Nominierung in der Kategorie Bester Ton für Argo
- 1990: Oscar-Nominierung in der Kategorie Bester Ton für American Sniper
- 2016: Oscar in der Kategorie Bester Ton für Mad Max: Fury Road

### BAFTA Film Award
- 2000: BAFTA Film Award in der Kategorie Bester Ton für Matrix
- 2001: BAFTA-Film-Award-Nominierung in der Kategorie Bester Ton für Der Sturm
- 2009: BAFTA-Film-Award-Nominierung in der Kategorie Bester Ton für Der fremde Sohn
- 2015: BAFTA-Film-Award-Nominierung in der Kategorie Bester Ton für American Sniper
- 2016: BAFTA-Film-Award-Nominierung in der Kategorie Bester Ton für Mad Max: Fury Road